# Shenzhou 13

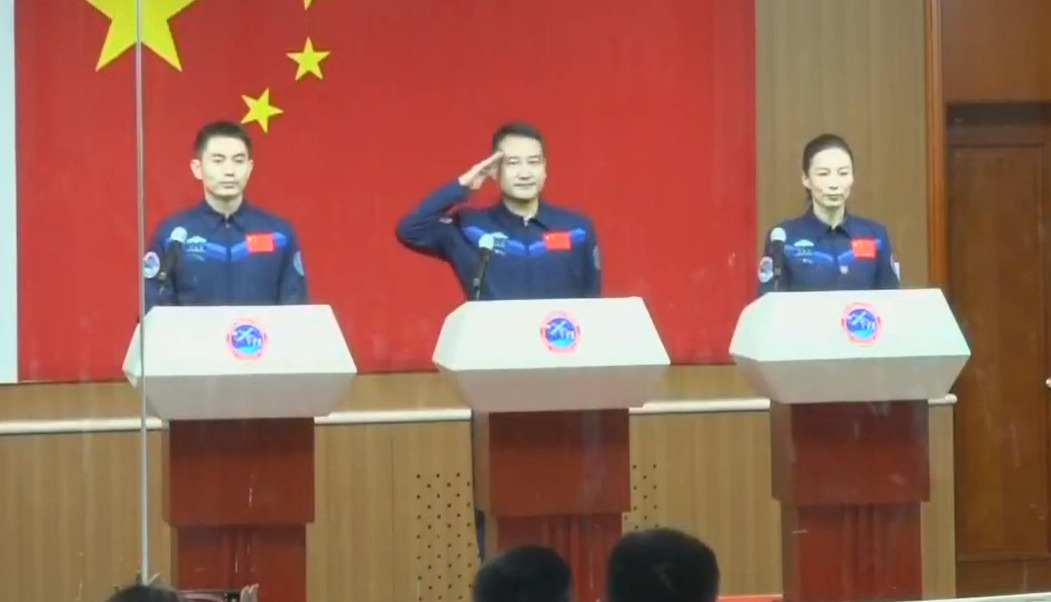
Zhai Zhigang, Wang Yaping i Ye Guangfu

Shenzhou 13 – załogowy lot statku kosmicznego typu Shenzhou w ramach chińskiego programu kosmicznego. Była to druga załogowa misja w ramach budowy chińskiej stacji kosmicznej Tiangong, planowanej na lata 2021-2022.

## Załoga

### Podstawowa
- Zhai Zhigang (2) – dowódca
- Wang Yaping (2)
- Ye Guangfu (1)